# Campeonato de Fútbol del Guayas 1966
El Campeonato de Fútbol del Guayas de 1966, más conocido como la Copa de Guayaquil 1966, fue la 16.ª edición de los campeonatos profesionales del Guayas, dicho torneo fue organizado por la Asoguayas, además este torneo sirvió como clasificatorio para el Campeonato Ecuatoriano de Fútbol 1966, para esta ocasión se tuvo la participación de 7 equipos además se había anunciado que este sería el penúltimo torneo ya que se había decidido que para la edición de 1967 se llevaría a cabo la última edición del torneo.
El Emelec se coronó como campeón por quinta vez campeón, mientras que el Barcelona obtendría su séptimo subcampeonato.

## Formato del torneo
Para la 16.ª edición del campeonato de Guayaquil, se jugó a una sola etapa y fue de la siguiente manera. 
Primera Etapa(Etapa Única)
Se jugara a una sola etapa de 14 fechas en encuentros de ida y vuelta al finalizar el torneo el campeón será reconocido al que tenga la mayor cantidad de puntos, los 6 equipos que terminen en las 6 ubicaciones del torneo serán clasificados al Campeonato Ecuatoriano de Fútbol 1966, mientras que el equipo que termine en el último lugar descenderá a la serie B de la Copa de Guayaquil para la siguiente temporada.

## Equipos
| Equipo        | Ciudad    | Estadio         | Capacidad |
| ------------- | --------- | --------------- | --------- |
| Barcelona     | Guayaquil | Alberto Spencer | 42.000    |
| Emelec        | Guayaquil | Alberto Spencer | 42.000    |
| Patria        | Guayaquil | Alberto Spencer | 42.000    |
| Español       | Guayaquil | Alberto Spencer | 42.000    |
| 9 de Octubre  | Guayaquil | Alberto Spencer | 42.000    |
| Everest       | Guayaquil | Alberto Spencer | 42.000    |
| Norte América | Guayaquil | Alberto Spencer | 42.000    |

## Primera Etapa

### Partidos y resultados
| Fecha 1      | Fecha 1   | Fecha 1          |
| Equipo Local | Resultado | Equipo Visitante |
| ------------ | --------- | ---------------- |
| Barcelona    | 1-3       | 9 de Octubre     |
| Patria       | 0-2       | Emelec           |
| Norteamérica | 2-3       | Everest          |

| Fecha 2      | Fecha 2   | Fecha 2          |
| Equipo Local | Resultado | Equipo Visitante |
| ------------ | --------- | ---------------- |
| Emelec       | 0-0       | Español          |
| 9 de Octubre | 2-3       | Patria           |
| Norteamérica | 0-0       | Barcelona        |

| Fecha 3      | Fecha 3   | Fecha 3          |
| Equipo Local | Resultado | Equipo Visitante |
| ------------ | --------- | ---------------- |
| Barcelona    | 0-0       | Patria           |
| 9 de Octubre | 1-1       | Emelec           |
| Everest      | 0-1       | Español          |

| Fecha 4      | Fecha 4   | Fecha 4          |
| Equipo Local | Resultado | Equipo Visitante |
| ------------ | --------- | ---------------- |
| Emelec       | 1-1       | Everest          |
| Español      | 2-0       | 9 de Octubre     |
| Patria       | 1-0       | Norteamérica     |

| Fecha 5      | Fecha 5   | Fecha 5          |
| Equipo Local | Resultado | Equipo Visitante |
| ------------ | --------- | ---------------- |
| Everest      | 0-1       | Barcelona        |
| Norteamérica | 3-4       | 9 de Octubre     |
| Español      | 1-0       | Patria           |

| Fecha 6      | Fecha 6   | Fecha 6          |
| Equipo Local | Resultado | Equipo Visitante |
| ------------ | --------- | ---------------- |
| Barcelona    | 4-0       | Español          |
| Norteamérica | 2-1       | Emelec           |
| Patria       | 2-1       | Everest          |

| Fecha 7      | Fecha 7   | Fecha 7          |
| Equipo Local | Resultado | Equipo Visitante |
| ------------ | --------- | ---------------- |
| Barcelona    | 1-3       | Emelec           |
| Everest      | 0-0       | 9 de Octubre     |
| Español      | 3-0       | Norteamérica     |

| Fecha 8      | Fecha 8   | Fecha 8          |
| Equipo Local | Resultado | Equipo Visitante |
| ------------ | --------- | ---------------- |
| Emelec       | 1-0       | Patria           |
| 9 de Octubre | 0-0       | Barcelona        |
| Everest      | 1-1       | Norteamérica     |

| Fecha 9      | Fecha 9   | Fecha 9          |
| Equipo Local | Resultado | Equipo Visitante |
| ------------ | --------- | ---------------- |
| Barcelona    | 1-1       | Norteamérica     |
| Patria       | 0-0       | 9 de Octubre     |
| Español      | 0-5       | Emelec           |

| Fecha 10     | Fecha 10  | Fecha 10         |
| Equipo Local | Resultado | Equipo Visitante |
| ------------ | --------- | ---------------- |
| Emelec       | 2-0       | 9 de Octubre     |
| Patria       | 0-0       | Barcelona        |
| Español      | 0-0       | Everest          |

| Fecha 11     | Fecha 11  | Fecha 11         |
| Equipo Local | Resultado | Equipo Visitante |
| ------------ | --------- | ---------------- |
| Everest      | 3-2       | Emelec           |
| 9 de Octubre | 3-2       | Español          |
| Norteamérica | 2-1       | Patria           |

| Fecha 12     | Fecha 12  | Fecha 12         |
| Equipo Local | Resultado | Equipo Visitante |
| ------------ | --------- | ---------------- |
| Barcelona    | 2-0       | Everest          |
| 9 de Octubre | 2-3       | Norteamérica     |
| Patria       | 1-1       | Español          |

| Fecha 13     | Fecha 13  | Fecha 13         |
| Equipo Local | Resultado | Equipo Visitante |
| ------------ | --------- | ---------------- |
| Emelec       | 2-1       | Norteamérica     |
| Everest      | 1-1       | Patria           |
| Español      | 0-0       | Barcelona        |

| Fecha 14     | Fecha 14  | Fecha 14         |
| Equipo Local | Resultado | Equipo Visitante |
| ------------ | --------- | ---------------- |
| Emelec       | 1-2       | Barcelona        |
| 9 de Octubre | 1-1       | Everest          |
| Norteamérica | 2-0       | Español          |

### Tabla de posiciones
|  |  |    | Equipo        | PJ | PG | PE | PP | GF | GC | DG  | PTS |
|  |  | -- | ------------- | -- | -- | -- | -- | -- | -- | --- | --- |
|  |  | 1. | Emelec        | 12 | 6  | 3  | 3  | 21 | 11 | +10 | 15  |
|  |  | 2. | Barcelona     | 12 | 4  | 6  | 2  | 12 | 8  | +4  | 14  |
|  |  | 3. | Español       | 12 | 4  | 4  | 4  | 10 | 15 | -5  | 12  |
|  |  | 4. | Patria        | 12 | 3  | 5  | 4  | 11 | 19 | +2  | 11  |
|  |  | 5. | Norte América | 12 | 4  | 3  | 5  | 17 | 19 | -2  | 11  |
|  |  | 6. | 9 de Octubre  | 12 | 3  | 5  | 4  | 16 | 18 | -2  | 11  |
|  |  | 7. | Everest       | 12 | 2  | 6  | 4  | 11 | 14 | -3  | 10  |

 Pts=Puntos; PJ=Partidos jugados; G=Partidos ganados; E=Partidos empatados; P=Partidos perdidos; GF=Goles a favor; GC=Goles en contra; Dif=Diferencia de gol; PB=Puntos de Bonificación
|  | Campeón, clasificó al Campeonato Ecuatoriano de Fútbol 1966.    |
|  | Subcampeón, clasificó al Campeonato Ecuatoriano de Fútbol 1966. |
|  | Clasificó al Campeonato Ecuatoriano de Fútbol 1966.             |
|  | Descendió a la Serie B.                                         |

## Campeón
|                            |
| Campeón Emelec 5.to Título |